# Roger Soulange-Bodin
Pour les articles homonymes, voir Soulange Bodin.
Roger Soulange-Bodin, né le 26 décembre 1887 à Paris 8e et mort le 3 février 1945 à Dachau, est chef de réseau belge de la Résistance.

## Biographie

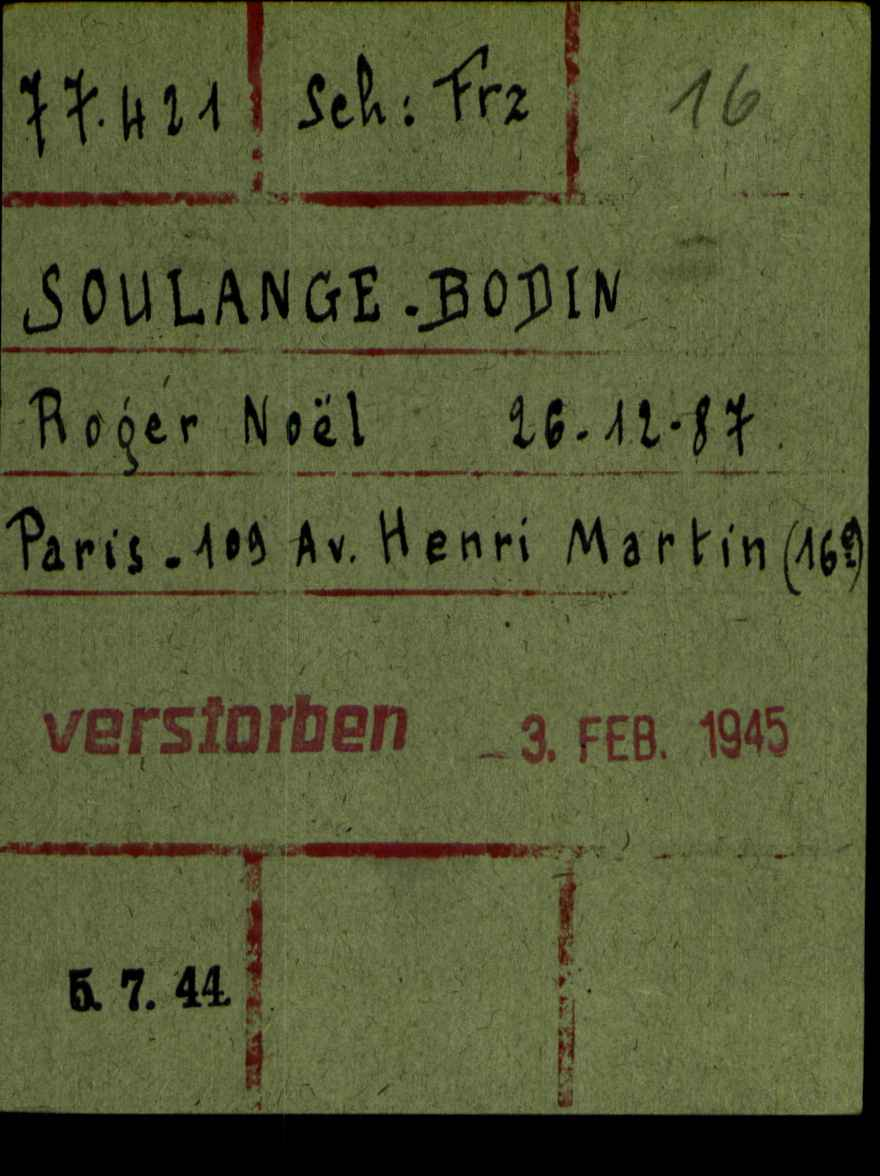
Carte d'enregistrement de Roger Soulange-Bodin en tant que prisonnier dans le camp de concentration nazi de Dachau

Issu d'une famille sucrière, Roger Noël Soulange-Bodin dirige jusqu'à la guerre l'entreprise Sommier.
Il est marié à Alice Trubert, directrice de la Croix-rouge française. Résistants, ils sont arrêtés avenue Henri-Martin à Paris.
Il est déporté au camp de Dachau en Allemagne où il meurt le 3 février 1945. Son épouse est déportée au camp de Ravensbrück en Allemagne où elle décède le 28 janvier 1945.
Il était commissaire aux courses et propriétaire de chevaux, membre du Jockey Club. Un prix couru à l'hippodrome d'Auteuil lui rend hommage.

## Décorations
- Chevalier de la Légion d'honneur
- Croix de guerre 1914–1918
- Croix des services militaires volontaires
- Croix de guerre 1939–1945
- Croix de guerre 1940-1945, avec palme (Belgique)
- Médaille de la résistance armée 1940-1945 (Belgique)